# Публій Валерій Публікола (консул 475 до н. е.)
Пу́блій Вале́рій Публі́кола (лат. Publius Valerius Poplicola; ? — 460 до н. е.) — політичний. державний і військовий діяч Римської республіки, консул 475 і 460 років до н. е., інтеррекс 471 року до н. е. Після нього рід поділився на Валеріїв Публікол і Валеріїв Потітів.

## Життєпис
Походив з давнього патриціанського роду Валеріїв. Про молоді роки його мало відомостей. Син Публія Валерія Публіколи, 4-разового консула. Мабуть, починав кар'єру під проводом батька у війнах із сусідніми до Риму племенами.
У 475 році до н. е. Публія Валерія було обрано консулом спільно з Гаєм Навцієм Рутілом. Воював проти сабінян і міста Вейї. Публікола завдав поразки спочатку сабінянам, а потім й етрускам у двох битвах. Вейї також вимушені були припинити війну з Римом. За це він отримав тріумф.
У 471 році до н. е. було прийнято Закон Публія, згідно з яким консулів мали обирати центуріатні коміції. У 462 році до н. е. Тоді Публія Валерія призначено інтеррексом для проведення нових виборів консулів з огляду на те, що цетуріатні коміції не змогли обрати нових консулів згідно з Законом Публія.
У 460 році до н. е. Публіколу було вдруге обрано консулом, цього разу спільно з Гаєм Клавдієм Сабіном Регілленом. За цієї каденції тривали суперечки навколо закону Теренція стосовно обмеження прав консулів щодо трактування законів. У цей час зненацька армія рабів та сабінян на чолі із Аппієм Ердонієм захопила фортецю Капітолія, а згодом й увесь пагорб. Публій Валерій не мав військових сил протидіяти нападникам. З іншого боку народ звинуватив патриціїв та Публіколу в змові із захоплювачами Капітолія, щоб відволікти увагу від Закону Теренція. Все ж таки в цей час Публій Валерій домігся неприйняття Закону Теренція, сподіваючись на підтримку армії на чолі із Луцієм Мамілієм, яка рушила до Рима з Тускулума. Втім, у самому Римі почалися заворушення плебеїв проти патриціїв. Щоб вгамувати натовп, Публікола пообіцяв допомогти з ухваленням Закону Теренція, щойно звільнять Капітолій. Під час цих перемовин Публій Валерій Публікола помер або загинув.